# Michael Theodore Michael

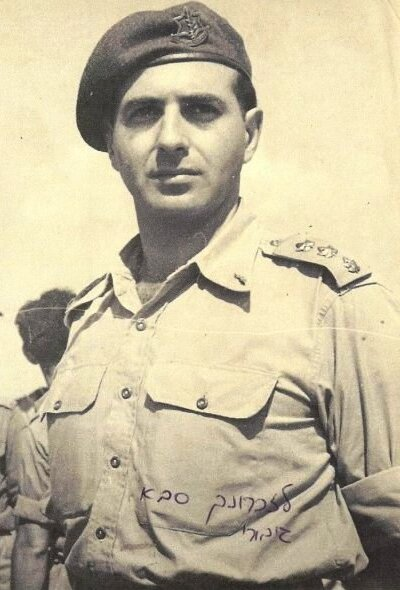
Michael Theodore Michael

Michael Theodore Michael (* 6. Oktober 1918 in Krakau, Regentschaftskönigreich Polen; † 19. Mai 1997) war ein israelischer Diplomat.

## Leben
Michael kam 1936 in das britische Mandatsgebiet Palästina. Er studierte Ingenieurwesen am Technion in Haifa und Rechtswissenschaft an der Law School der Universität Tel Aviv. Von 1939 bis 1948 war er Mitglied der Haganah. Danach diente er von 1948 bis 1959 in den israelischen Streitkräften (IDF).
1956 begann Michael im israelischen Außenministerium zu arbeiten. Seine diplomatische Karriere führte ihn unter anderem nach Jugoslawien, in die Türkei und nach Indien. 1963 wurde er Botschafter in Uganda und war damit der erste Botschafter aus einem nicht dem Commonwealth of Nations angehörenden Staat. Im weiteren Verlauf seiner Karriere war er Botschafter in Südafrika und später in Zaire.